# Saison 1 de Bienvenue chez les Casagrandes
 (avril 2022).
Chronologie
Saison 2
Cet article présente les épisodes de la première saison de la série télévisée d'animation américaine Bienvenue chez les Casagrandes diffusée du 14 octobre 2019 au 25 novembre 2020 sur Nickelodeon.
En Belgique, la première saison est diffusée du 26 juin 2020 au 24 janvier 2021 sur Nickelodeon Wallonie, en France du 31 août 2020 au 13 février 2021 sur Nickelodeon France et rediffusée du 27 août 2021 au 19 janvier 2022 sur Gulli.

## Diffusion
- États-Unis : du 14 octobre 2019 au 25 novembre 2020 sur Nickelodeon.
- Belgique : du 26 juin 2020 au 24 janvier 2021 sur Nickelodeon Wallonie.
- France :
  - Du 31 août 2020 au 13 février 2021 sur Nickelodeon France.
  - Du 27 août 2021 au 19 janvier 2022 sur Gulli.

## Épisodes

### Épisode 1:Le saut de trop
- États-Unis : 14 octobre 2019 sur Nickelodeon
- Belgique : 26 juin 2020 sur Nickelodeon Wallonie
- France :
  - 31 août 2020 sur Nickelodeon France
  - 27 août 2021 sur Gulli

- Wilson Cruz : Roméo

### Épisode 2:Promenade en péril
- États-Unis : 14 octobre 2019 sur Nickelodeon
- Belgique : 8 juillet 2020 sur Nickelodeon Wallonie
- France :
  - 31 août 2020 sur Nickelodeon France
  - 27 août 2021 sur Gulli

### Épisode 3:Un club pour deux
- États-Unis : 2 novembre 2019 sur Nickelodeon
- Belgique : 1er juillet 2020 sur Nickelodeon Wallonie
- France :
  - 1er septembre 2020 sur Nickelodeon France
  - 27 août 2021 sur Gulli

### Épisode 4:La journée mère-fille
- États-Unis : 2 novembre 2019 sur Nickelodeon
- Belgique : 1er juillet 2020 sur Nickelodeon Wallonie
- France :
  - 1er septembre 2020 sur Nickelodeon France
  - 27 août 2021 sur Gulli

### Épisode 5:Tradition fantôme
- États-Unis : 19 octobre 2019 sur Nickelodeon
- Belgique : 2 juillet 2020 sur Nickelodeon Wallonie
- France :
  - 2 septembre 2020 sur Nickelodeon France
  - 29 octobre 2021 sur Gulli

Durant Halloween, Ronnie Anne et Sid ont été invitées à la fête d'Halloween de Kingston. Quand elles arrivent, elles découvrent que ce n'est pas une fête costumée. Quand cela se termine par un désastre, Ronnie Anne et Sid essaient d'organiser une fête d'Halloween à la fête de skateboard organisée par Sameer qui est une fête costumée. 

### Épisode 6:Moi, j'y croâ
- États-Unis : 26 octobre 2019 sur Nickelodeon
- Belgique : 2 juillet 2020 sur Nickelodeon Wallonie
- France :
  - 2 septembre 2020 sur Nickelodeon France
  - 3 septembre 2021 sur Gulli

### Épisode 7:Le chantage de Sergio
- États-Unis : 9 novembre 2019 sur Nickelodeon
- Belgique : 3 juillet 2020 sur Nickelodeon Wallonie
- France :
  - 3 septembre 2020 sur Nickelodeon France
  - 3 septembre 2021 sur Gulli

### Épisode 8:L'horreurscope
- États-Unis : 9 novembre 2019 sur Nickelodeon
- Belgique : 3 juillet 2020 sur Nickelodeon Wallonie
- France :
  - 3 septembre 2020 sur Nickelodeon France
  - 10 septembre 2021 sur Gulli

- George Lopez : Ernesto Estrella

### Épisode 9:Un pirate dans la famille
- États-Unis : 16 novembre 2019 sur Nickelodeon
- Belgique : 3 juillet 2020 sur Nickelodeon Wallonie
- France :
  - 4 septembre 2020 sur Nickelodeon France
  - 10 septembre 2021 sur Gulli

### Épisode 10:Le porte monnaie
- États-Unis : 16 novembre 2019 sur Nickelodeon
- Belgique : 3 juillet 2020 sur Nickelodeon Wallonie
- France :
  - 4 septembre 2020 sur Nickelodeon France
  - 17 septembre 2021 sur Gulli

Ronnie Anne et Sid trouvent un porte-monnaie avec un billet de 100 $ (Dollars) en jouant au frisbee dans le mercado. Comme Bobby ne connaît personne qui l'a laissé tomber, il suggère qu'ils le placent dans les objets trouvés là où aucun des locataires ne le possède. Ils sont bientôt tentés d'utiliser le billet de 100 $ où ils apprennent qu'il appartenait à Maybelle.

### Épisode 11:Le stress des examens
- États-Unis : 11 janvier 2020 sur Nickelodeon
- Belgique : 4 juillet 2020 sur Nickelodeon Wallonie
- France :
  - 7 septembre 2020 sur Nickelodeon France
  - 17 septembre 2021 sur Gulli

### Épisode 12:Une nuit au zoo
- États-Unis : 27 janvier 2020 sur Nickelodeon
- Belgique : 4 juillet 2020 sur Nickelodeon Wallonie
- France :
  - 7 septembre 2020 sur Nickelodeon France
  - 1er octobre 2021 sur Gulli

### Épisode 13:Opération «papa»
- États-Unis : 20 janvier 2020 sur Nickelodeon
- Belgique : 5 juillet 2020 sur Nickelodeon Wallonie
- France :
  - 8 septembre 2020 sur Nickelodeon France
  - 24 septembre 2021 sur Gulli

### Épisode 14:Le pizzanniversaire
- États-Unis : 28 janvier 2020 sur Nickelodeon
- Belgique : 24 août 2020 sur Nickelodeon Wallonie
- France :
  - 9 septembre 2020 sur Nickelodeon France
  - 1er octobre 2021 sur Gulli

### Épisode 15:Qui m'aime m'imite!
- États-Unis : 29 janvier 2020 sur Nickelodeon
- Belgique : 25 août 2020 sur Nickelodeon Wallonie
- France :
  - 9 septembre 2020 sur Nickelodeon France
  - 8 octobre 2021 sur Gulli

### Épisode 16:Chez papa
- États-Unis : 22 février 2020 sur Nickelodeon
- Belgique : 26 août 2020 sur Nickelodeon Wallonie
- France :
  - 10 septembre 2020 sur Nickelodeon France
  - 8 octobre 2021 sur Gulli

### Épisode 17:El Cucuy
- États-Unis : 22 février 2020 sur Nickelodeon
- Belgique : 27 août 2020 sur Nickelodeon Wallonie
- France :
  - 10 septembre 2020 sur Nickelodeon France
  - 15 octobre 2021 sur Gulli

### Épisode 18:Tendance tendance
- États-Unis : 29 février 2020 sur Nickelodeon
- Belgique : 28 août 2020 sur Nickelodeon Wallonie
- France :
  - 11 septembre 2020 sur Nickelodeon France
  - 15 octobre 2021 sur Gulli

### Épisode 19:Autant en emporte Sergio
- États-Unis : 29 février 2020 sur Nickelodeon
- Belgique : 31 août 2020 sur Nickelodeon Wallonie
- France :
  - 11 septembre 2020 sur Nickelodeon France
  - 22 octobre 2021 sur Gulli

### Épisode 20:Rencontre avec une star
- États-Unis : 14 mars 2020 sur Nickelodeon
- Belgique : 1er septembre 2020 sur Nickelodeon Wallonie
- France :
  - 23 novembre 2020 sur Nickelodeon France
  - 22 octobre 2021 sur Gulli

- Ally Brooke : Alisa Barela

### Épisode 21:Retour à l'école
- États-Unis : 14 mars 2020 sur Nickelodeon
- Belgique : 2 septembre 2020 sur Nickelodeon Wallonie
- France :
  - 23 novembre 2020 sur Nickelodeon France
  - 19 janvier 2022 sur Gulli

### Épisode 22:La hamburguerre
- États-Unis : 28 avril 2020 sur Nickelodeon
- Belgique : 3 septembre 2020 sur Nickelodeon Wallonie
- France :
  - 24 novembre 2020 sur Nickelodeon France
  - 6 novembre 2021 sur Gulli

### Épisode 23:Un ami pour Bobby
- États-Unis : 30 avril 2020 sur Nickelodeon
- Belgique : 4 septembre 2020 sur Nickelodeon Wallonie
- France :
  - 24 novembre 2020 sur Nickelodeon France
  - 5 novembre 2021 sur Gulli

### Épisode 24:La vie de Couple
- États-Unis : 10 août 2020 sur Nickelodeon
- Belgique : 16 novembre 2020 sur Nickelodeon Wallonie
- France :
  - 25 novembre 2020 sur Nickelodeon France
  - 5 novembre 2021 sur Gulli

- Cristela Alonzo : Camila

### Épisode 25:Baile folklorico
- États-Unis : 11 août 2020 sur Nickelodeon
- Belgique : 17 novembre 2020 sur Nickelodeon Wallonie
- France :
  - 25 novembre 2020 sur Nickelodeon France
  - 12 novembre 2021 sur Gulli

### Épisode 26:Journée piscine
- États-Unis : 30 mai 2020 sur Nickelodeon
- Belgique : 18 novembre 2020 sur Nickelodeon Wallonie
- France :
  - 26 novembre 2020 sur Nickelodeon France
  - 12 novembre 2021 sur Gulli

### Épisode 27:Le grand refroidissement
- États-Unis : 30 mai 2020 sur Nickelodeon
- Belgique : 19 novembre 2020 sur Nickelodeon Wallonie
- France :
  - 26 novembre 2020 sur Nickelodeon France
  - 19 novembre 2021 sur Gulli

### Épisode 28:Le serpent furtif
- États-Unis : 16 juin 2020 sur Nickelodeon
- France :
  - 27 novembre 2020 sur Nickelodeon France
  - 19 novembre 2021 sur Gulli

### Épisode 29:Le travail d'équipe
- États-Unis : 18 juin 2020 sur Nickelodeon
- France :
  - 29 novembre 2020 sur Nickelodeon France
  - 26 novembre 2021 sur Gulli

- Jonathan Banks : l'entraineur Crawford

### Épisode 30:Devine qui vient dîner?
- États-Unis : 12 août 2020 sur Nickelodeon
- France :
  - 30 novembre 2020 sur Nickelodeon France
  - 26 novembre 2021 sur Gulli

### Épisode 31:Le nouveau Colocataire
- États-Unis : 13 août 2020 sur Nickelodeon
- France :
  - 30 novembre 2020 sur Nickelodeon France
  - 3 décembre 2021 sur Gulli

### Épisode 32:Une famille modèle
- États-Unis : 18 septembre 2020 sur Nickelodeon
- France : 
  - 1er décembre 2020 sur Nickelodeon France
  - 3 décembre 2021 sur Gulli

- Angelica Aragon : Lupe
- Sergio Aragonés : Paco

### Épisode 33:Un train d’enfer
- États-Unis : 18 septembre 2020 sur Nickelodeon
- France :
  - 1er décembre 2020 sur Nickelodeon France
  - 10 décembre 2021 sur Gulli

### Épisode 34:Concurrence Familiale
- États-Unis : 25 septembre 2020 sur Nickelodeon
- France : 
  - 2 décembre 2020 sur Nickelodeon France
  - 10 décembre 2021 sur Gulli

- Daniel Dae Kim : M. Hong

### Épisode 35:Soirée entre Grands
- États-Unis : 25 septembre 2020 sur Nickelodeon
- France :
  - 2 décembre 2020 sur Nickelodeon France
  - 23 décembre 2021 sur Gulli

### Épisode 36:La malédiction
- États-Unis : 25 novembre 2020 sur Nickelodeon
- France :
  - 6 février 2021 sur Nickelodeon France
  - 17 décembre 2021 sur Gulli

- États-Unis : 0,52 million de téléspectateurs[29] (première diffusion)

- George Lopez : Ernesto Estrella

### Épisode 37:Une vie de chat
- États-Unis : 16 octobre 2020 sur Nickelodeon
- France :
  - 13 février 2021 sur Nickelodeon France
  - 23 décembre 2021 sur Gulli

- États-Unis : 0,55 million de téléspectateurs[30] (première diffusion)

### Épisode 38:Mystère au parc
- États-Unis : 16 octobre 2020 sur Nickelodeon
- France :
  - 13 février 2021 sur Nickelodeon France
  - 29 décembre 2021 sur Gulli

- États-Unis : 0,55 million de téléspectateurs[30] (première diffusion)